# Províncies del Turkmenistan

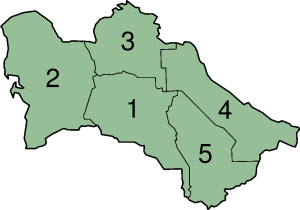
Províncies del Turkmenistan

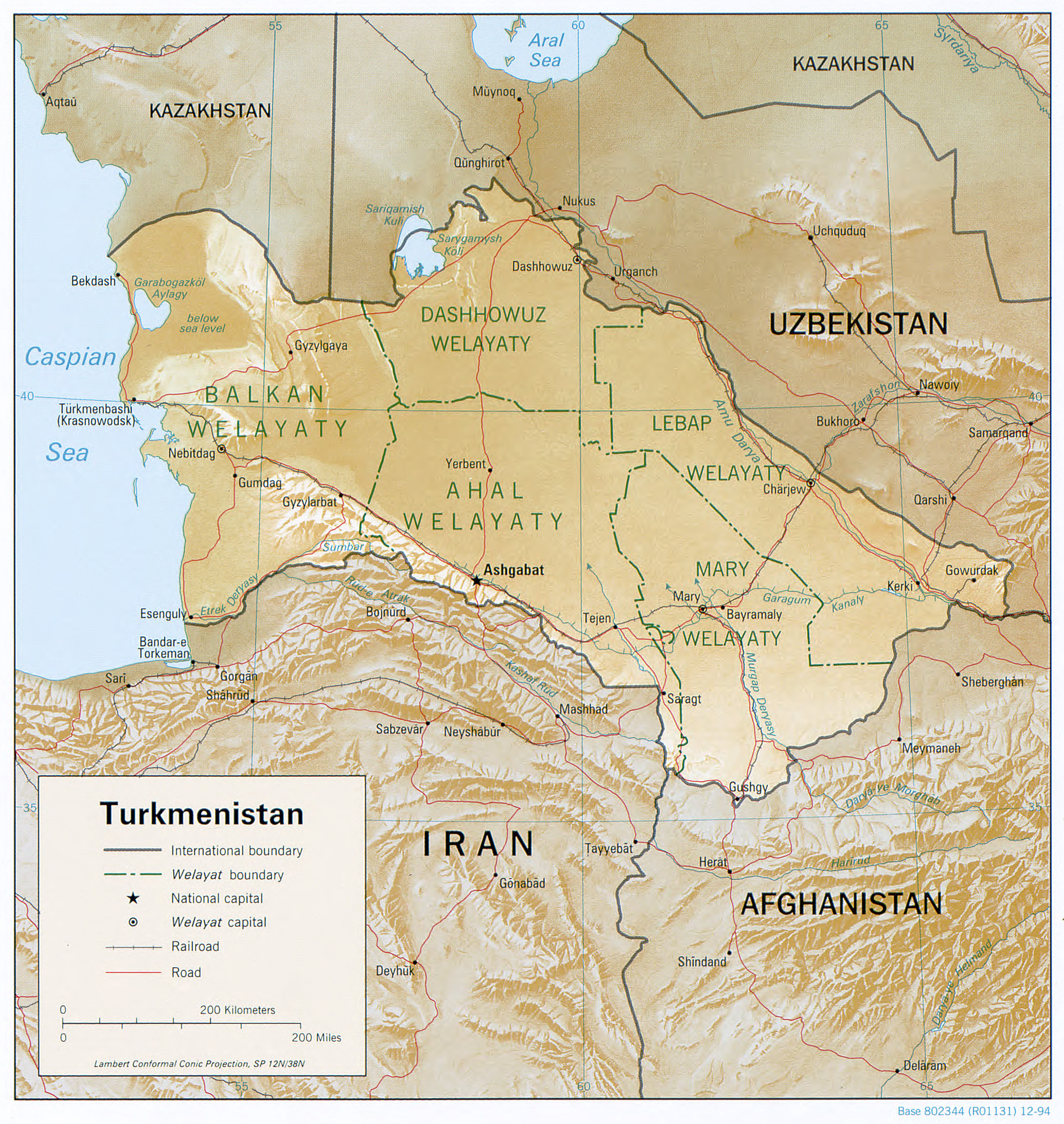
Mapa del Turkmenistan amb les divisions provincials.

El Turkmenistan està dividit en cinc províncies (welayatlar, en singular welayat): (Balkan, Ahal, Daşoguz, Lebap i Mary) i una ciutat autònoma, Aşgabat.
| Divisió | ISO 3166-2 | Capital     | Superfície (km²) | Població (1995)     | Mapa |
| ------- | ---------- | ----------- | ---------------- | ------------------- | ---- |
| Aşgabat |            | Aşgabat     |                  | 773.400 (est. 2004) |      |
| Ahal    | TM-A       | Annau       | 95.000           | 722.800             | 1    |
| Balkan  | TM-B       | Balkanabat  | 138.000          | 424.700             | 2    |
| Daşoguz | TM-D       | Daşoguz     | 74.000           | 1.059.800           | 3    |
| Lebap   | TM-L       | Türkmenabat | 94.000           | 1.034,700           | 4    |
| Mary    | TM-M       | Mary        | 87.000           | 1.146.800           | 5    |